# Светослав III (Владимирско-Суздалско княжество)
Вижте пояснителната страница за други личности с името Светослав III.
Светослав III Всеволодович Юриевски (на руски: Святосла́в III Все́володович Ю́рьевский) е велик княз на Владимирско-Суздалското княжество от 1246 до 1248. Той е син на Всеволод III Голямото гнездо. Наследява брат си Ярослав II и е свален от власт от племенника си Михаил Ярославич, след което тронът е зает от Андрей II, също негов племенник.

## Живот
През 1200, още дете, Светослав Всеволодович е изпратен от баща си за княз на Новгород. През 1206 е сменен от по-големия си брат Константин, а през 1208 отново се връща начело на Новгород.
След смъртта на баща си през 1209 Светослав получава като владение Юриев Полски. Там той изгражда църкви и манастири и печели благоразположението на църквата. През 1228 съпругата му постъпва в манастира Св. св. Борис и Глеб при Муром, където остава до смъртта си.
През 1238 Светослав взема участие в катастрофалната за владимирските войски битка с монголите при река Сит. След смъртта на Ярослав II, като най-старши в рода, той наследява трона на великите князе във Владимир. През 1248 е насилствено прогонен от племенника си Михаил Ярославич, който умира малко по-късно и тронът е зает от Андрей II, също син на Ярослав.
След прогонването си от Владимир Светослав се завръща в Юриев Полски. През 1250 предприема пътуване до Златната орда, опитвайки се да си върне поста на велик княз, но без успех. Светослав III умира на 3 февруари 1252. След смъртта си е обявен за светец.